# Élections législatives de 1968 dans l'Essonne
Les élections législatives françaises de 1968 se déroulent les 23 et 30 juin 1968. Dans le département de l'Essonne, quatre députés sont à élire dans le cadre de quatre circonscriptions.

## Élus
| Circonscription | Député sortant   | Parti | Parti | Député élu ou réélu | Parti | Parti |
| --------------- | ---------------- | ----- | ----- | ------------------- | ----- | ----- |
| 1re             | Roger Combrisson |       | PCF   | Jean-Claude Fortuit |       | UDR   |
| 2e              | Michel Boscher   |       | UDR   | Michel Boscher      |       | UDR   |
| 3e              | Pierre Juquin    |       | PCF   | Jacques Mercier     |       | UDR   |
| 4e              | Robert Vizet     |       | PCF   | Léo Hamon           |       | UDR   |

## Résultats

### Résultats à l'échelle du département
| Parti          | Parti                                           | Premier tour | Premier tour | Second tour | Second tour | Sièges |
| Parti          | Parti                                           | Voix         | %            | Voix        | %           | Sièges |
| -------------- | ----------------------------------------------- | ------------ | ------------ | ----------- | ----------- | ------ |
|                | Union pour la défense de la République          | 95 002       | 35,13        | 138 215     | 53,81       | 4      |
|                | Républicains indépendants                       | 11 420       | 4,22         | Retrait     | Retrait     | 0      |
|                | Modérés                                         | 3 585        | 1,33         |             |             | 0      |
|                | Union des républicains de progrès               | 110 007      | 40,68        | 138 215     | 53,81       | 4      |
|                |                                                 |              |              |             |             |        |
|                | Convention des institutions républicaines       | 8 879        | 3,28         |             |             | 0      |
|                | Section française de l'Internationale ouvrière  | 4 688        | 1,73         | 0           |             |        |
|                | Parti radical                                   | 2 158        | 0,80         | 0           |             |        |
|                | Fédération de la gauche démocrate et socialiste | 15 725       | 5,82         |             |             | 0      |
|                |                                                 |              |              |             |             |        |
|                | Parti communiste français                       | 84 659       | 31,31        | 118 028     | 45,95       | 0      |
|                | Progrès et démocratie moderne                   | 35 172       | 13,01        | 625         | 0,24        | 0      |
|                | Parti socialiste unifié                         | 17 025       | 6,30         |             |             | 0      |
|                | Technique et démocratie                         | 6 825        | 2,52         | 0           |             |        |
|                | Parti radical                                   | 994          | 0,37         | 0           |             |        |
|                |                                                 |              |              |             |             |        |
| Inscrits       | Inscrits                                        | 336 912      | 100,00       | 336 913     | 100,00      | 4      |
| Abstentions    | Abstentions                                     | 60 889       | 18,07        | 70 352      | 20,88       |        |
| Votants        | Votants                                         | 276 023      | 81,93        | 266 561     | 79,12       |        |
| Blancs et nuls | Blancs et nuls                                  | 5 616        | 2,03         | 9 693       | 3,64        |        |
| Exprimés       | Exprimés                                        | 270 407      | 97,97        | 256 868     | 96,36       |        |

### Résultats par circonscription

#### Première circonscription (Corbeil-Essonnes)
| Candidat       | Candidat                    | Parti          | Premier tour | Premier tour | Second tour | Second tour |  |
| Candidat       | Candidat                    | Parti          | Voix         | %            | Voix        | %           |  |
| -------------- | --------------------------- | -------------- | ------------ | ------------ | ----------- | ----------- |  |
|                | Roger Combrisson sortant    | PCF            | 21 160       | 33,02        | 29 372      | 47,98       |  |
|                | Jean-Claude Fortuit élu     | UDR (URP)      | 17 346       | 27,07        | 31 843      | 52,02       |  |
|                | Armand Cachat               | RI (URP)       | 11 420       | 17,82        | Retrait     | Retrait     |  |
|                | Roger Girard                | FGDS (SFIO)    | 4 688        | 7,32         |             |             |  |
|                | Victor Fremaux              | PSU            | 3 725        | 5,81         |             |             |  |
|                | Xavier Pidoux de La Maduère | Modérés        | 3 585        | 5,6          |             |             |  |
|                | B. Antoine                  | TD             | 2 149        | 3,35         |             |             |  |
|                |                             |                |              |              |             |             |  |
| Inscrits       | Inscrits                    | Inscrits       | 79 001       | 100,00       | 78 993      | 100,00      |  |
| Abstentions    | Abstentions                 | Abstentions    | 14 236       | 18,02        | 15 794      | 19,99       |  |
| Votants        | Votants                     | Votants        | 64 765       | 81,98        | 63 199      | 80,01       |  |
| Blancs et nuls | Blancs et nuls              | Blancs et nuls | 692          | 1,07         | 1 984       | 3,14        |  |
| Exprimés       | Exprimés                    | Exprimés       | 64 073       | 98,93        | 61 215      | 96,86       |  |

#### Deuxième circonscription (Étampes)
| Candidat       | Candidat                     | Parti          | Premier tour | Premier tour | Second tour | Second tour |  |
| Candidat       | Candidat                     | Parti          | Voix         | %            | Voix        | %           |  |
| -------------- | ---------------------------- | -------------- | ------------ | ------------ | ----------- | ----------- |  |
|                | Michel Boscher sortant réélu | UDR (URP)      | 30 424       | 45,64        | 36 004      | 57,38       |  |
|                | Serge Lefranc                | PCF            | 19 784       | 29,68        | 26 747      | 42,62       |  |
|                | Georges Argoux               | CD (PDM)       | 7 967        | 11,95        |             |             |  |
|                | Éric de Winter               | FGDS (CIR)     | 3 944        | 5,92         |             |             |  |
|                | Jean-Yves Barrière           | PSU            | 3 354        | 5,03         |             |             |  |
|                | J. de Châtillon              | TD             | 1 195        | 1,79         |             |             |  |
|                |                              |                |              |              |             |             |  |
| Inscrits       | Inscrits                     | Inscrits       | 81 719       | 100,00       | 81 735      | 100,00      |  |
| Abstentions    | Abstentions                  | Abstentions    | 14 230       | 17,41        | 16 326      | 19,97       |  |
| Votants        | Votants                      | Votants        | 67 489       | 82,59        | 65 409      | 80,03       |  |
| Blancs et nuls | Blancs et nuls               | Blancs et nuls | 821          | 1,22         | 2 658       | 4,06        |  |
| Exprimés       | Exprimés                     | Exprimés       | 66 668       | 98,78        | 62 751      | 95,94       |  |

#### Troisième circonscription (Longjumeau)
| Candidat       | Candidat              | Parti          | Premier tour | Premier tour | Second tour | Second tour |  |
| Candidat       | Candidat              | Parti          | Voix         | %            | Voix        | %           |  |
| -------------- | --------------------- | -------------- | ------------ | ------------ | ----------- | ----------- |  |
|                | Pierre Juquin sortant | PCF            | 28 535       | 31,53        | 40 574      | 46,85       |  |
|                | Jacques Mercier élu   | UDR (URP)      | 27 212       | 30,07        | 45 402      | 52,43       |  |
|                | Henri Longuet         | CD (PDM)       | 20 806       | 22,99        | 625         | 0,72        |  |
|                | Yves Tavernier        | PSU            | 5 888        | 6,51         |             |             |  |
|                | Henri Thuillier       | FGDS (CIR)     | 4 935        | 5,45         |             |             |  |
|                | M. Charrier           | TD             | 2 120        | 2,34         |             |             |  |
|                | Robert Attal          | Radsoc         | 994          | 1,1          |             |             |  |
|                |                       |                |              |              |             |             |  |
| Inscrits       | Inscrits              | Inscrits       | 116 424      | 100,00       | 116 425     | 100,00      |  |
| Abstentions    | Abstentions           | Abstentions    | 22 426       | 19,26        | 26 536      | 22,79       |  |
| Votants        | Votants               | Votants        | 93 998       | 80,74        | 89 889      | 77,21       |  |
| Blancs et nuls | Blancs et nuls        | Blancs et nuls | 3 508        | 3,73         | 3 288       | 3,66        |  |
| Exprimés       | Exprimés              | Exprimés       | 90 490       | 96,27        | 86 601      | 96,34       |  |

#### Quatrième circonscription (Palaiseau)
| Candidat       | Candidat             | Parti          | Premier tour | Premier tour | Second tour | Second tour |  |
| Candidat       | Candidat             | Parti          | Voix         | %            | Voix        | %           |  |
| -------------- | -------------------- | -------------- | ------------ | ------------ | ----------- | ----------- |  |
|                | Léo Hamon élu        | UDR (URP)      | 20 020       | 40,71        | 24 966      | 53,92       |  |
|                | Robert Vizet sortant | PCF            | 15 180       | 30,87        | 21 335      | 46,08       |  |
|                | Adrien Nemoz         | CD (PDM)       | 6 399        | 13,01        | Retrait     | Retrait     |  |
|                | André Charbonnel     | PSU            | 4 058        | 8,25         |             |             |  |
|                | Maurice Migeon       | FGDS (Radical) | 2 158        | 4,39         |             |             |  |
|                | P. Vautier           | TD             | 1 361        | 2,77         |             |             |  |
|                |                      |                |              |              |             |             |  |
| Inscrits       | Inscrits             | Inscrits       | 59 768       | 100,00       | 59 760      | 100,00      |  |
| Abstentions    | Abstentions          | Abstentions    | 9 997        | 16,73        | 11 696      | 19,57       |  |
| Votants        | Votants              | Votants        | 49 771       | 83,27        | 48 064      | 80,43       |  |
| Blancs et nuls | Blancs et nuls       | Blancs et nuls | 595          | 1,2          | 1 763       | 3,67        |  |
| Exprimés       | Exprimés             | Exprimés       | 49 176       | 98,8         | 46 301      | 96,33       |  |